# Moneda de 5 lats

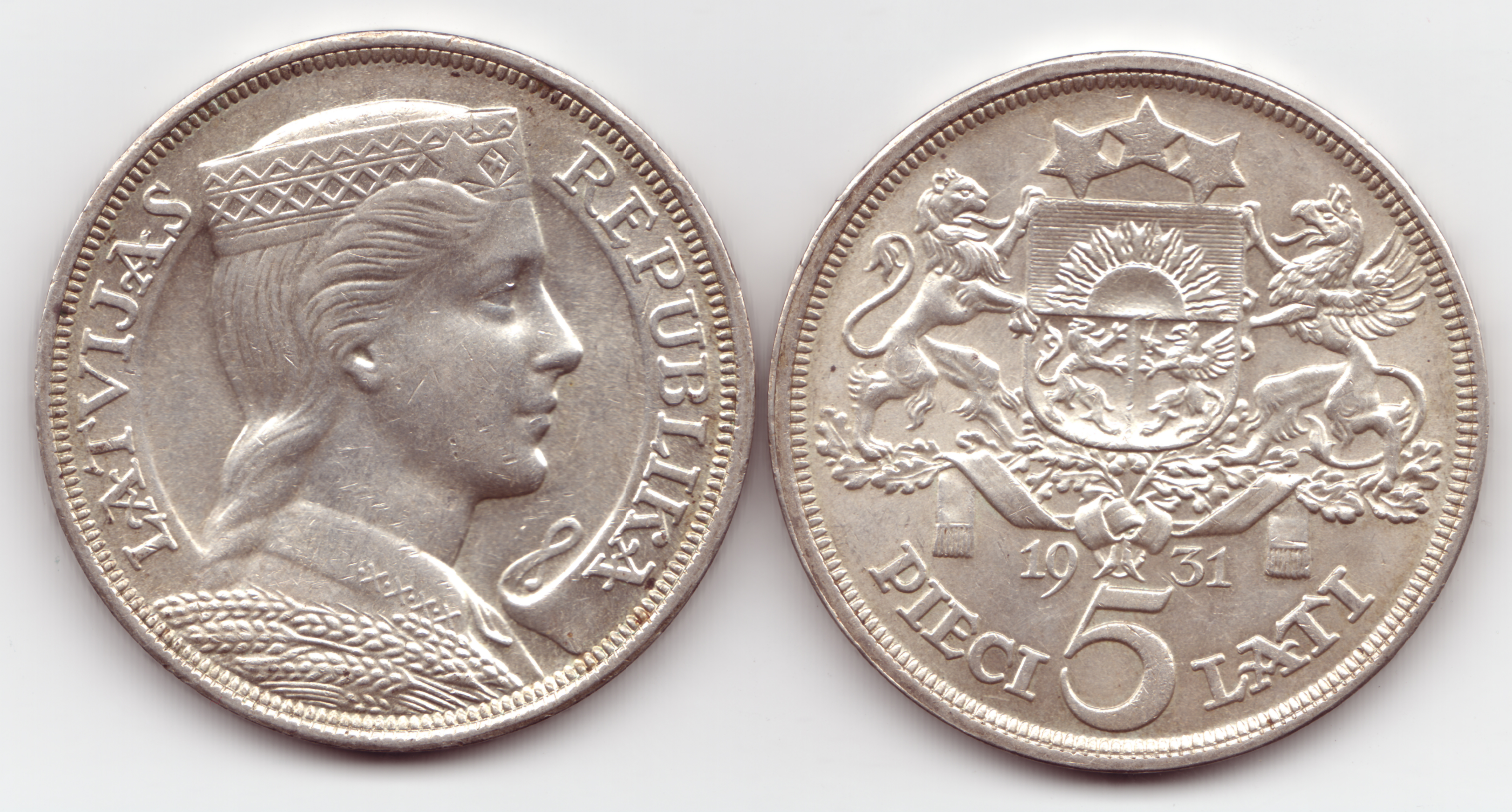
Moneda de 5 lats de 1931, disseny de Rihards Zariņš. Diàmetre: 37 mm i 25 g de pes amb la inscripció al caire de «Dievs Sveti Latviju» (Déu beneeixi Letònia) amb les paraules separades per tres estrelles de sis puntes.

La moneda de 5 lats va ser una moneda letona de plata encunyada el 1929, 1931 i 1932. Es va convertir en un símbol popular de la independència durant la reocupació soviètica de Letònia. Es va reproduir a diverses monedes commemoratives modernes de Letònia i s'utilitza a les cares nacionals de les monedes d'1 i 2 euro d'aquest país. El disseny del revers de la moneda de 5 lats es va presentar al bitllet de 500 lats i a les marques d'aigua de tots els bitllets de lats.

## Història

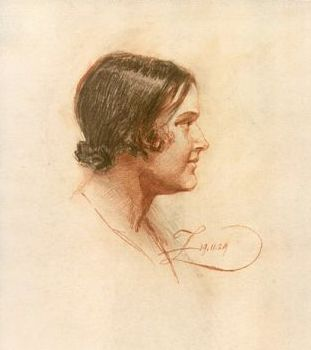
Zelma Braure, la model representada a la moneda.

Al febrer de 1929 el Ministeri de Finances de Letònia va decidir emetre una moneda de circulació de 5 lats que representés el cap d'una jove i que simbolitzaria la República de Letònia i la llibertat. La moneda va ser dissenyada per l'artista letó Rihards Zariņš. La imatge del rostre de la moneda és col·loquialment coneguda com a «Milda» -un nom femení de Letònia-. La model va ser Zelma Brauere (1900-1977), correctora de proves de la Impremta de Valors de l'Estat. Ella va servir també com a model per a altres obres del mateix artista, entre ells els bitllets de banc de 10 i 20 lats i la moneda de 50 cèntims.
El 1939 el govern de Letònia va començar a preparar per a l'encunyació noves monedes de 5 lats a emetre el 1941. La «jove letona» seria reemplaçada per un retrat del líder de Letònia Kārlis Ulmanis. Aquestes monedes mai no van ser encunyades en esclatar la Segona Guerra Mundial.
Ja abans de la guerra la gent a Letònia havia començat a acumular monedes de plata per preparar-se per a la crisi imminent. Després de l'ocupació soviètica de Letònia en 1940 les monedes de plata van desaparèixer de la circulació. Mentrestant els lats van continuar circulant junt amb el ruble soviètic fins al 25 de març de 1941 que van ser anul·lades de cop. Atès que a la societat en general no se'ls va donar cap avís previ, s'ha estimat que al voltant de 50 milions de lats mai no van ser canviats per rubles. Les persones es van quedar amb les monedes i bitllets ara sense valor, excepte el valor sentimental i el contingut de plata a les monedes. Les autoritats soviètiques, tanmateix, tenien monedes de 5 lats per valor d'uns 3,6 milions després que els lats fossin retirats de la circulació. El 1960 les autoritats soviètiques van vendre les monedes de plata de lats als estrangers numismàtics per 28 marcs alemanys. Per la mateixa època el Banc Central Soviètic va començar la compra de monedes històricas d'or i plata. La moneda de 5 lats podria vendre's per 60 copecs.

## Ús modern
La imatge de la jove que apareix al revers de la moneda, es va utilitzar al disseny del bitllet de banc modern de 500 lats, i també com a marca d'aigua a tota la resta dels bitllets de banc. El Banc de Letònia ha emès dues monedes de col·lecció que ofereixen la imatge de la moneda de 5 lats. La primera es va realitzar l'any 2003 com a part de la sèrie internacional de les «Monedes d'or més petites del món». La segona va ser feta el 2012 per commemorar el 90 aniversari de l'entitat. El Banc de Letònia va col·laborar amb la Reial Casa de la Moneda britànica, que va encunyar les antigues monedes originals, per recrear la nova moneda fent servir electrotipus utilitzats en l'encunyació de les monedes originals. El 2004, després d'un concurs d'idees a nivell nacional, el disseny va ser seleccionat com un per emprar a la cara nacional de les monedes en euros de Letònia. Més tard va ser aprovat com disseny tant per a les d'1 i 2 euros. El caire de la moneda de 2 euros també té inscripcions similars a la que hi havia al caire de la moneda de 5 lats.

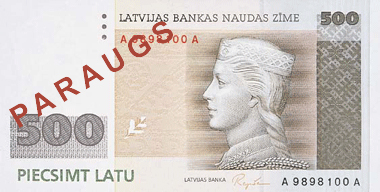
Anvers del bitllet de banc de 500 lats
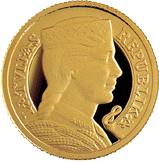
Revers ode la moneda commemorativa d'or
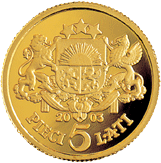
Anvers de la moneda commemorativa d'or
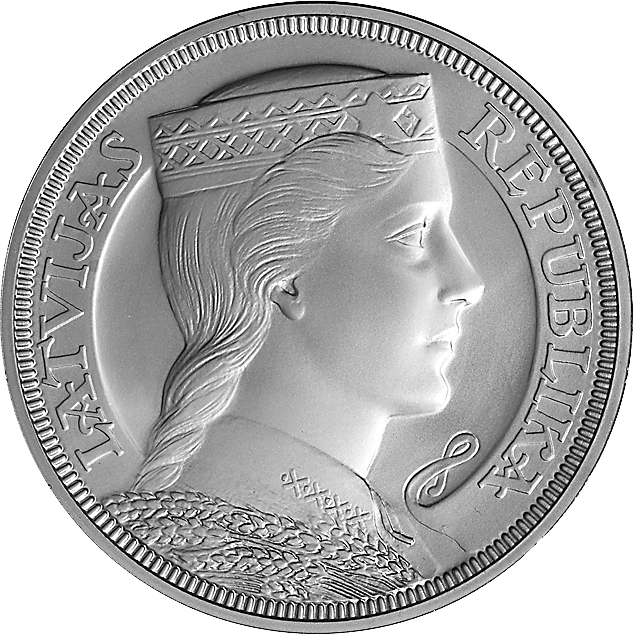
Revers de la moneda commemorativa de plata
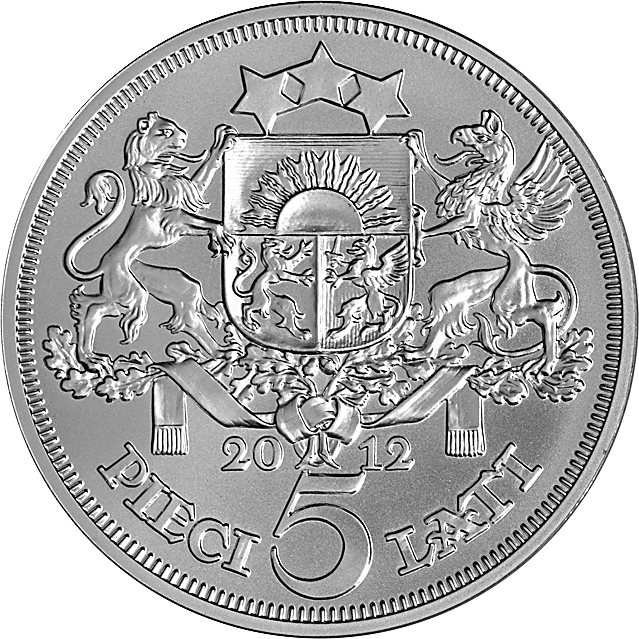
Anvers de la moneda commemorativa de plata
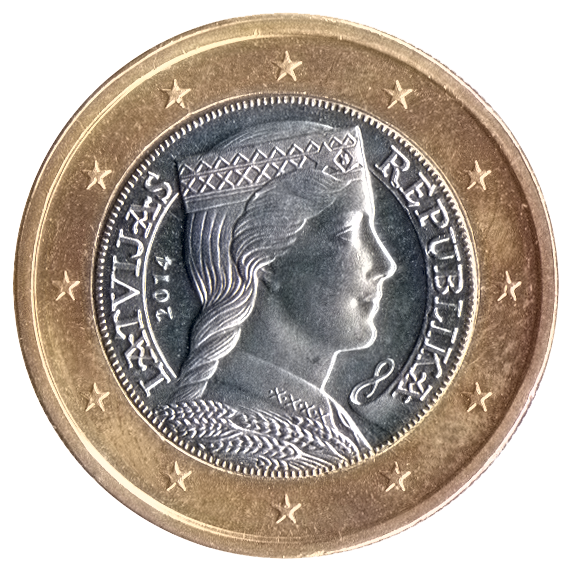
La cara nacional de la moneda d'1 euro expedida per Letònia
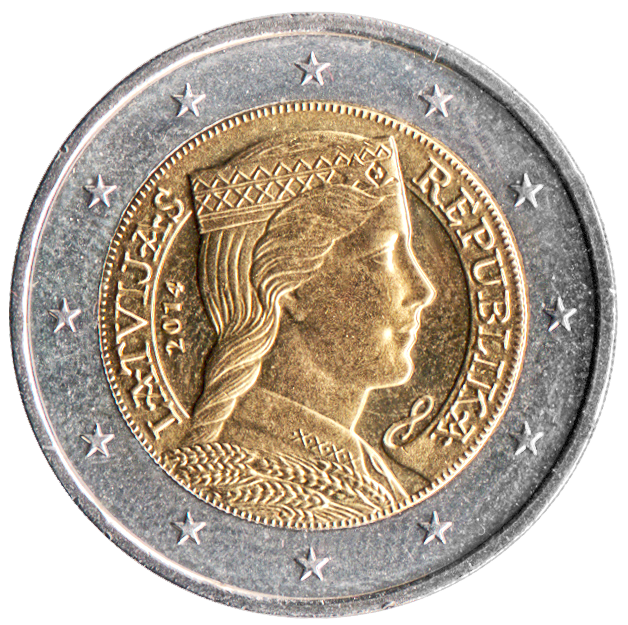
La cara nacional de la moneda de 2 euros expedida per Letònia